# WEST-metoden
Wood Epoxy Saturation Technique är ett sätt att bygga företrädesvis båtar, där skrovets delar, framför allt borden, limmas samman med epoxilim. Metoden utvecklades av företaget Gougeon Brothers.